# Episodi di Bones (quinta stagione)
La quinta stagione della serie televisiva Bones è stata trasmessa in prima visione negli Stati Uniti d'America da Fox dal 17 settembre 2009 al 20 maggio 2010 ottenendo un'audience media di 10 018 000 telespettatori.
In Italia, la prima parte della quinta stagione (episodi 1-12) è stata trasmessa in prima visione da Rete 4 dal 24 aprile al 29 maggio 2010; la seconda parte (episodi 13-22) è trasmessa sempre da Rete 4 dal 18 settembre al 23 novembre 2010.
| nº | Titolo originale                      | Titolo italiano                    | Prima TV USA      | Prima TV Italia   |
| -- | ------------------------------------- | ---------------------------------- | ----------------- | ----------------- |
| 1  | Harbingers in the Fountain            | La voce dei tarocchi               | 17 settembre 2009 | 24 aprile 2010    |
| 2  | The Bond in the Boot                  | La spia nel bagagliaio             | 24 settembre 2009 | 24 aprile 2010    |
| 3  | The Plain in the Prodigy              | Sospeso tra due mondi              | 1º ottobre 2009   | 1º maggio 2010    |
| 4  | The Beautiful Day in the Neighborhood | Il teschio con le lenti a specchio | 8 ottobre 2009    | 1º maggio 2010    |
| 5  | A Night at the Bones Museum           | Una notte al museo delle mummie    | 15 ottobre 2009   | 8 maggio 2010     |
| 6  | Tough Man in the Tender Chicken       | L'uomo pollo                       | 5 novembre 2009   | 8 maggio 2010     |
| 7  | The Dwarf in the Dirt                 | Uno strano chef                    | 12 novembre 2009  | 15 maggio 2010    |
| 8  | The Foot in the Foreclosure           | La mano di cenere                  | 19 novembre 2009  | 15 maggio 2010    |
| 9  | The Gamer in the Grease               | Il giocatore sott'olio             | 3 dicembre 2009   | 22 maggio 2010    |
| 10 | The Goop on the Girl                  | Babbo Natale e la bomba            | 10 dicembre 2009  | 22 maggio 2010    |
| 11 | The X in the File                     | Alieni di flanella                 | 14 gennaio 2010   | 29 maggio 2010    |
| 12 | The Proof in the Pudding              | La prova nel budino                | 21 gennaio 2010   | 29 maggio 2010    |
| 13 | The Dentist in the Ditch              | Il dentista nel fossato            | 28 gennaio 2010   | 18 settembre 2010 |
| 14 | The Devil in the Details              | Un caso diabolico                  | 4 febbraio 2010   | 25 settembre 2010 |
| 15 | The Bones on the Blue Line            | Delitto nella metropolitana        | 1º aprile 2010    | 2 ottobre 2010    |
| 16 | The Parts in the Sum of the Whole     | Le parti nella somma del tutto     | 8 aprile 2010     | 9 ottobre 2010    |
| 17 | The Death of the Queen Bee            | Morte di una reginetta             | 15 aprile 2010    | 16 ottobre 2010   |
| 18 | The Predator in the Pool              | Predatori e prede                  | 22 aprile 2010    | 23 ottobre 2010   |
| 19 | The Rocker in the Rinse Cycle         | L'ultima passione                  | 29 aprile 2010    | 2 novembre 2010   |
| 20 | The Witch in the Wardrobe             | La strega nell'armadio             | 6 maggio 2010     | 9 novembre 2010   |
| 21 | The Boy with the Answer               | Magistrato sotto processo          | 13 maggio 2010    | 16 novembre 2010  |
| 22 | The Beginning in the End              | Una nuova vita                     | 20 maggio 2010    | 23 novembre 2010  |

## La voce dei tarocchi
- Titolo originale: Harbingers in the Fountain
- Diretto da: Ian Toynton
- Scritto da: Hart Hanson

### Trama
Bones e Booth si ritrovano sei settimane dopo l'intervento chirurgico subito dall'agente dell'FBI. I due saranno alle prese con la veggente di Angela, Avalon Harmonia, che leggendo i Tarocchi, le rivela che ci sono diversi cadaveri seppelliti sotto una fontana di Washington. Bones e Booth sono alquanto scettici, ma esattamente sotto quella fontana troveranno i resti di undici persone. Booth rimpiange la realtà alternativa sognata durante il coma e pensa di essere innamorato di Bones, ma Sweets sostiene, tramite scansioni PET effettuate prima, durante e dopo il coma, che quello di Booth non sia un sentimento reale, ma un effetto residuo del sogno del coma.
- Altri interpreti: Cyndi Lauper (Avalon Harmonia)
- Ascolti USA: telespettatori 10 360 000[2]
- Ascolti Italia: telespettatori 1 292 000 - share 5,28%[3]

## La spia nel bagagliaio
- Titolo originale: The Bond in the Boot
- Diretto da: Alex Chapple
- Scritto da: Michael Peterson

### Trama
Bones e Booth si imbattono nel cadavere di un corriere russo assassinato a cui è stata misteriosamente rubata una valigetta piena di diamanti. Le cose si complicano quando rinvengono un agente della CIA, assassinato anch'egli, nel bagagliaio di un'auto usata per uccidere il corriere. Inizialmente viene accusato di omicidio il vice direttore della CIA. L'agente ucciso aveva lasciato delle informazioni alla sua fidanzata tramite una foto decodificata da Angela che contiene le coordinate del luogo in cui è nascosta la valigia contenente una chiavetta con informazioni riservate. Booth insegna a Bones a riparare un tubo, discutendo del fatto che fra loro non ci siano segreti. Durante la puntata si scopre che non ci sono fondi per il tirocinio di Wendell Bray, ma un donatore anonimo gli permette di continuare gli studi con un'ingente somma di denaro destinata al Jeffersonian.
- Ascolti USA: telespettatori 9 120 000[4]
- Ascolti Italia: telespettatori 1 539 000 - share 6,84%[3]

## Sospeso tra due mondi
- Titolo originale: The Plain in the Prodigy
- Diretto da: Allan Kroeker
- Scritto da: Karine Rosenthal

### Trama
Bones e Booth indagano, per la prima volta, nel mondo degli amish in seguito al ritrovamento del cadavere di un giovane membro della comunità.
- Ascolti USA: telespettatori 9 430 000[5]
- Ascolti Italia: telespettatori 1 275 000 - share 5,49%[6]

## Il teschio con le lenti a specchio
- Titolo originale: The Beautiful Day in the Neighborhood
- Diretto da: Gordon Lonsdale
- Scritto da: Janet Lin

### Trama
Una tranquilla festicciola di quartiere viene interrotta dalla scoperta sotto il barbecue di un uomo carbonizzato. Bones e Booth saranno alle prese con intricati rapporti di vicinato e segreti nascosti fra le mura di casa. Arastoo Vaziri, un nuovo tirocinante siriano della dottoressa Brennan parla con un accento straniero che, dopo poco, risulterà falso, e adottato da quest'ultimo per evitare la diffidenza e domande degli altri colleghi. Inizialmente questo comporterà qualche incomprensione con Cam e il resto del team.
- Ascolti USA: telespettatori 10 290 000[7]
- Ascolti Italia: telespettatori 1 555 000 - share 7,26%[6]

## Una notte al museo delle mummie
- Titolo originale: A Night at the Bones Museum
- Diretto da: Jeannot Szwarc
- Scritto da: Josh Berman e Carla Kettner

### Trama
Una mummia viene rinvenuta carbonizzata e appesa ad una recinzione elettrificata. Daisy rientra nella squadra grazie all'aiuto di Sweets, con il quale però nasce qualche incomprensione. Con la sua collaborazione, Bones identifica la mummia di Anok "Il ragazzo dal cuore che sanguina", reperto che il governo egiziano aveva affidato proprio all'istituto Jeffersonian per una mostra sull'antico Egitto. Indagando, Bones e Booth rinvengono il cadavere della dottoressa Casuel, curatrice della mostra, nel sarcofago della mummia. Bones riceve un invito a cena dal vice direttore dell'FBI.
- Ascolti USA: telespettatori 9 590 000[8]
- Ascolti Italia: telespettatori 1 226 000 - share 5,18%[9]

## L'uomo pollo
- Titolo originale: Tough Man in the Tender Chicken
- Diretto da: Dwight Little
- Scritto da: Dean Lopata

### Trama
Sulla riva di un fiume vengono ritrovati i resti mutilati di un cadavere, un allevatore in un'industria di polli locale. Bones e Booth dovranno indagare fra i vicini di casa disturbati dagli odori della moderna fattoria ed un gruppo di estremisti per i diritti degli animali. Angela e Bones discutono animatamente, in quanto Angela vuole salvare un maialino che sta per essere macellato, mentre Bones trova che non sia risolutivo per la causa salvare un solo animale dando però poi appoggio ad Angela. Angela, per la quale sono scaduti i sei mesi di astinenza consigliati da Sweets, si avvicina a Wendell Bray, uno dei tirocinanti di Bones. Booth e Cam saranno i primi ad accorgersi di questo improvviso cambiamento.
- Ascolti USA: telespettatori 8 660 000[10]
- Ascolti Italia: telespettatori 1 389 000 - share 6,55%[9]

## Uno strano chef
- Titolo originale: The Dwarf in the Dirt
- Diretto da: Chad Lowe
- Scritto da: Karin Usher

### Trama
I resti che Bones ed il suo team dovranno questa volta analizzare appartengono ad un nano, lottatore di wrestling, conosciuto come il Leprecauno di Ferro. Booth, in seguito alla sua operazione al cervello, dovrà conseguire la riabilitazione come tiratore scelto ma la sua mira non è più quella di una volta e chiederà consiglio al suo ex terapista "Gordon Gordon" Wyatt che nel frattempo è diventato uno chef. "Gordon Gordon" Wyatt aiuterà Booth a superare l'esame di riabilitazione rivelandogli una cosa per lui del tutto inaspettata: Seeley è innamorato di Bones, quindi per passare il test da tiratore scelto deve solo assicurarsi che l'antropologa sia lì presente.
- Ascolti USA: telespettatori 10 220 000[11]
- Ascolti Italia: telespettatori 1 289 000 - share 5,18%[12]

## La mano di cenere
- Titolo originale: The Foot in the Foreclosure
- Diretto da: Jeff Woolnough
- Scritto da: Pat Charles

### Trama
Il mercato immobiliare, si sa, è in crisi, ma la situazione si può complicare se nella casa che stai tentando di vendere a dei possibili acquirenti ti imbatti in resti umani inceneriti. Bones e Booth indagano sulla vicenda e il colpevole sarà proprio il proprietario della casa in vendita. Il nonno di Booth, intanto, fa visita al nipote decidendo di andare a vivere con lui, ma dopo una serie di problemini dovuti alla sua vecchiaia decide di non creare problemi al nipote e di ritornare all'ospizio dove abitava prima.
- Ascolti USA: telespettatori 9 880 000[13]
- Ascolti Italia: telespettatori 1 495 000 - share 6,82%[12]

## Il giocatore sott'olio
- Titolo originale: The Gamer in the Grease
- Diretto da: Kate Woods
- Scritto da: Dean Lopata

### Trama
I resti di un uomo vengono ritrovati immersi nell'olio esausto di un camion che vende panini. L'uomo si rivela un famoso giocatore di videogame, detentore del record mondiale della partita perfetta di un videogame vintage tornato in voga. Nel frattempo, mentre Bones e Booth indagano, Hodgins, Sweets e Colin Fischer si danno il cambio di nascosto per campeggiare fuori dal cinema e accaparrarsi i preziosi biglietti per la première di Avatar. L'assassino si rivelerà essere il padre di un ragazzino autistico defraudato della gloria della "partita perfetta" dalla vittima.
- Ascolti USA: telespettatori 9 920 000[14]
- Ascolti Italia: telespettatori 1 075 000 - share 4,05%[15]

## Babbo Natale e la bomba
- Titolo originale: The Goop on the Girl
- Diretto da: Tim Southam
- Scritto da: Carla Kettner

### Trama
Un uomo vestito da Babbo Natale rapina una banca. Esce con il malloppo ma viene intercettato da Booth che era nei paraggi. L'uomo ha con sé una bomba che scoppia prima che Booth riesca a fermarlo. Brennan e Booth lavorano per identificare l'attentatore e determinare le ragioni del suo gesto. Nel frattempo, Brennan organizza i suoi piani per trascorrere il Natale a El Salvador, ma suo padre, la convince a passare le vacanze con lui e Margaret Whitesell, una lontana parente da poco ritrovata.
- Altri interpreti: Zooey Deschanel (Margaret Whitesell), Ryan O’Neal (sig. Brennan)
- Ascolti USA: telespettatori 10 900 000[16]
- Ascolti Italia: telespettatori 1 059 000 - share 4,30%[15]

## Alieni di flanella
- Titolo originale: The X in the file
- Diretto da: Allison Liddi-Brown
- Scritto da: Janel Lin

### Trama
Nel Nuovo Messico esiste un posto dove si dice vi siano stati diversi avvistamenti di alieni. Il paesino è meta di numerosi fanatici di UFO ed è proprio uno di questi che si imbatte in un cadavere che non sembra proprio essere di questo mondo. Lo sceriffo locale non sembra intenzionato a lasciare i resti al Jeffersonian pertanto Bones e Booth dovranno indagare direttamente lì, sul posto, coadiuvati dal team in collegamento satellitare. Intanto Angela e Wendell hanno una relazione, ma quest'ultimo non riesce a stare tranquillo perché Hodgins ancora non lo sa, così decide di dirglielo personalmente. Hodgins come reazione invita Angela e Wendell a pranzo per dimostrare che non gli dà noia vederli insieme, ma il pranzo si rivela un flop e si rivolge a Sweets perché si rende conto di essere ancora innamorato di Angela e sta male quando lei è insieme a Wendell.
- Ascolti USA: telespettatori 10 670 000[17]
- Ascolti Italia: telespettatori 1 309 000 - share 5,90%[18]

## La prova nel budino
- Titolo originale: The Proof in the pudding
- Diretto da: Emile Levisetti
- Scritto da: Bob Harris

### Trama
Una squadra speciale di agenti governativi irrompe al Jeffersonian sequestrando l'intero team di Bones, compresa lei e il Dottor Sweets che si trovava al Jeffersonian. Il governo dà loro una sola notte per scoprire la causa della morte di un misterioso individuo. Sweets chiama Booth per farli liberare ma non ci riesce, quindi prova ad entrare con la forza. Mentre Booth entra nel laboratorio, Cam e Hodgins scoprono il nome dell'individuo. Nel frattempo Cam trova un test di gravidanza nel bagno privato del Jeffersonian e sospetta di sua figlia, in realtà era di Angela. Il test alla fine risulterà negativo, ma Angela con l'aiuto di Hodgins capirà di non essere pronta ad avere figli e che Wendell non è l'uomo della sua vita.
- Ascolti USA: telespettatori 11 930 000[19]
- Ascolti Italia: telespettatori 1 251 000 - share 6,17%[18]

## Il dentista nel fossato
- Titolo originale: The Dentist in the Ditch
- Diretto da: Dwight H. Little
- Scritto da: Pat Charles e Josh Berman

### Trama
Uno scheletro viene ritrovato nelle vecchie trincee scavate durante la Guerra Civile, ma il cadavere non ha niente a che vedere con quel fatto storico. Jared torna dall'India e annuncia al fratello di volersi sposare.
- Ascolti USA: telespettatori 12 370 000[20]
- Ascolti Italia: telespettatori 1 103 000 - share 5,31%[21]

## Un caso diabolico
- Titolo originale: The Devil in the Details
- Diretto da: Ian Toynton
- Scritto da: Michael Peterson

### Trama
Un corpo con tanto di corna e coda brucia sull'altare di una chiesa. La visione mette i brividi ma come spesso accade il demonio non c'entra. L'uomo morto era uno psicopatico a cui piaceva Satana, che viveva in un centro psichiatrico nel quale era molto bravo a cercare nuovi nascondigli, uno di questi era lo scantinato nel quale il fratello, in un momento di frustrazione dovuto all'ennesima prova dell'inefficacia della terapia, lo ha ucciso.
- Ascolti USA: telespettatori 12 370 000[22]
- Ascolti Italia: telespettatori 1 088 000 - share 4,59%[23]

## Delitto nella metropolitana
- Titolo originale: The Bones on the Blue Line
- Diretto da: Chad Lowe
- Scritto da: Carla Kettner

### Trama
Quando un treno della metropolitana viene gettato fuori dai binari da 60.000 galloni di una piena di acqua, il corpo parzialmente ridotto ad uno scheletro emerge dall'inondazione. Mentre il dottor Sweets, un passeggero del treno deragliato, affronta lo stress post traumatico dovuto anche alla morte di un ragazzo avvenuta all'interno della metropolitana, il resto del team e Daisy Wick, la tirocinante della Brennan, si mettono al lavoro identificando la vittima come Martin Aragon, uno ‘scrittore fantasma’ professionista finito in un triangolo amoroso. Nel frattempo Brennan porta il suo secondo libro al successo, ma deve adattarsi ad una reporter giapponese molto curiosa. L'esperienza che ha portato vicino alla morte Sweets lo porta a prendere una drastica decisione: chiederà infatti alla sua fidanzata Daisy di sposarlo.
- Ascolti USA: telespettatori 8 440 000[24]
- Ascolti Italia: telespettatori 1 157 000 - share 5,29%[25]

## Le parti nella somma del tutto
- Titolo originale: The Parts in the Sum of the Whole
- Diretto da: David Boreanaz
- Scritto da: Hart Hanson

### Trama
Il dottor Sweets ha completato il libro che ha come protagonisti Bones e Booth. Il libro disamina sei anni di collaborazione tra Bones e Booth, dal loro primo caso risolto insieme ad oggi. Bones e Booth rivelano però che il loro vero primo caso risale a un anno prima del caso del primo episodio. A quell'epoca Booth era un giovane e ribelle agente del FBI, e con l'aiuto di Cam contatta il team di antropologi della Brennan per trovare le prove che accuseranno il suo sospettato di alto profilo. Sebbene in un territorio a loro non congeniale, la dottoressa Brennan, il suo laureando Zack e Hodgins si mettono al lavoro, impressionando Booth grazie alle loro capacità, scoprendo nuove piste e dimostrando le teorie dell'agente dell'FBI riguardanti un giudice dalle conoscenze importanti. Per la prima volta vediamo l'amicizia tra Bones e Angela, un artista di strada, la quale comincerà a lavorare al Jeffersonian. Il caso getta le basi per la futura partnership di successo, rivelando anche un travagliato trascorso romantico tra Bones e Booth, purtroppo finito sul nascere a seguito di una litigata. Booth bacia la Brennan e finalmente gli confessa i suoi sentimenti, ma Bones rifiuta poiché, sebbene anche lei provi chiaramente qualcosa per lui, non può dargli ciò di cui lui ha bisogno, chiedendo poi a Booth di continuare a collaborare e risolvere i casi insieme. L'agente accetta, ma sottolinea di dover andare avanti e di dover trovare qualcuno con cui passare il resto della vita.
- Ascolti USA: telespettatori 9 990 000[26]
- Ascolti Italia: telespettatori 1 090 000 - share 4,86%[27]

## Morte di una reginetta
- Titolo originale: The Death of the Queen Bee
- Diretto da: Allan Kroeker
- Scritto da: Mark Lisson

### Trama
Questo caso del team porta Brennan indietro alla sua alma mater, la Burtonsville High School, nella quale lei e Booth investigano sul ritrovamento di un teschio non identificato e della parte superiore di un torso. Con l'aiuto di Angela, identificano la vittima come una compagna di classe di Brennan e notano una possibile connessione con un secondo omicidio commesso 15 anni prima. Brennan e Booth vanno sotto copertura come coppia sposata alla sua riunione di classe per interrogare alcuni sospetti. Booth, comunque dice a Sweets che a breve avrà un appuntamento e che con la Brennan è acqua passata. Nel frattempo Angela ha la conferma che Wendell non è l'uomo della sua vita e i due si lasciano.
- Ascolti USA: telespettatori 9 920 000[28]
- Ascolti Italia: telespettatori 1 499 000 - share 6,57%[29]

## Predatori e prede
- Titolo originale: The Predator in the Pool
- Diretto da: Dwight H. Little
- Scritto da: Karyn Usher

### Trama
Dei resti umani vengono trovati nella pancia di uno squalo. Bones e Booth saranno coinvolti per l'identificazione della persona scomparsa. All'indagine partecipano la dottoressa Bryan e il vicedirettore dell'FBI, ovvero i nuovi compagni rispettivamente di Booth e di Brennan. Le prove che suggeriscono che la vittima sia stata preda di diversi pesci, portano il team a investigare all'acquario dell'Atlantico.
- Ascolti USA: telespettatori 9 010 000[30]
- Ascolti Italia: telespettatori 1 477 000 - share 6,81%[31]

## L'ultima passione
- Titolo originale: The Rocker in the Rinse Cycle
- Diretto da: Jeff Woolnough
- Scritto da: Karine Rosenthal

### Trama
Il caso di un corpo ritrovato in una lavatrice industriale, portano Bones e Booth a un Rock'n Roll Fantasy Camp, un corso di musica dedicato agli amanti del rock. Nel frattempo Cam cerca un ginecologo per sua figlia Michelle, ma alla fine sarà proprio Cam ad uscire con il ginecologo per un appuntamento.
- Ascolti USA: telespettatori 9 280 000[32]
- Ascolti Italia: telespettatori 1 306 000 - share 4,62%[33]

## La strega nell'armadio
- Titolo originale: The Witch in the Wardrobe
- Diretto da: François Velle
- Scritto da: Kathy Reichs

### Trama
In una vecchia casa sul lago bruciata viene ritrovato un corpo vecchio di duecento anni vestito da sposa e rinchiuso in un armadio, e il cadavere di una signora con le scarpe rosse. Bones e Booth sono alle prese con la magia nera e la magia bianca. Nel frattempo, la guida spericolata di Hodgins finisce per far arrestare e mettere in prigione sia lui che Angela. La prigione farà capire a entrambi che sono fatti per stare insieme e decidono di sposarsi immediatamente in carcere.
- Ascolti USA: telespettatori 9 050 000[34]
- Ascolti Italia: telespettatori 1 298 000 - share 4,51%[35]

## Magistrato sotto processo
- Titolo originale: The Boy with the Answer
- Diretto da: Dwight H. Little
- Scritto da: Stephen Nathan

### Trama
Inizia il processo al magistrato Heather Taffet, accusata di essere il Becchino, il maniaco che seppelliva vive le sue vittime. Il processo mette a dura prova lo staff del Jeffersonian, coinvolto in prima persona sia come teste che come vittime.
- Ascolti USA: telespettatori 9 200 000[36]
- Ascolti Italia: telespettatori 1 519 000 - share 5,37%[37]

## Una nuova vita
- Titolo originale: The Beginning in the End
- Diretto da: Ian Toynton
- Scritto da: Hart Hanson

### Trama
Un accumulatore è la vittima su cui si dovrà concentrare il team. Bones e Booth, nel frattempo, dovranno anche decidere cosa fare nel loro futuro di fronte a due grosse opportunità che gli si sono presentate. Alla fine ognuno dei protagonisti prenderà una decisione: Bones andrà in Indonesia con Daisy, la quale si lascerà con Sweets, Booth partirà per l'Afghanistan per addestrare i soldati, Angela e Hodings andranno a Parigi. Tutti ritorneranno tra un anno esatto.
- Ascolti USA: telespettatori 9 210 000[38]
- Ascolti Italia: telespettatori 1 311 000 - share 7,12%[39]